# Goldie Gold e Action Jack
Goldie Gold e Action Jack (Goldie Gold and Action Jack), noto anche come Goldie Gold, è una serie televisiva animata statunitense del 1981, prodotta da Ruby-Spears Enterprises.
La serie è stata trasmessa per la prima volta negli Stati Uniti su ABC dal 12 settembre al 5 dicembre 1981, per un totale di 13 episodi ripartiti su una stagione. In Italia è stata trasmessa sulle televisioni locali dal 28 febbraio 1984.

## Episodi
| nº | Titolo originale                 | Titolo italiano                        | Prima TV USA | Prima TV Italia |
| -- | -------------------------------- | -------------------------------------- | ------------ | --------------- |
| 1  | Night of the Crystal Skull       | La notte del teschio di cristallo      |              |                 |
| 2  | Pirate of the Airways            | Il pirata dell’aria                    |              |                 |
| 3  | Red Dust of Doom                 | Il potere della polvere rossa          |              |                 |
| 4  | Revenge of the Ancient Astronaut | La vendetta dell’antico astronauta     |              |                 |
| 5  | Prophet of Doom                  | L'oracolo                              |              |                 |
| 6  | Night of the Walking Doom        | La notte della catastrofe ambulante    |              |                 |
| 7  | Island of Terror                 | L'isola del terrore                    |              |                 |
| 8  | Curse of the Snake People        | La vendetta del popolo dei serpentoidi |              |                 |
| 9  | Race Against Time                | Lotta contro il tempo                  |              |                 |
| 10 | Menace of the Medallion          | La minaccia dei medaglioni             |              |                 |
| 11 | Pursuit Into Peril               | L'inseguimento in pericolo             |              |                 |
| 12 | The Return of the Man Beast      | Il ritorno dell'uomo bestia            |              |                 |
| 13 | The Goddess of the Black Pearl   | La Dea della perla nera                |              |                 |

## Personaggi e doppiatori
- Goldie Gold, voce originale di Judy Strangis, italiana di Piera Vidale.
- Jack Travis, voce originale di Sonny Melendrez, italiana di Roberto Del Giudice.
- Sam Gritt, voce originale di Booker Bradshaw.